# Simplicistilus
Simplicistilus là một chi nhện trong họ Linyphiidae.